# Poujadismus

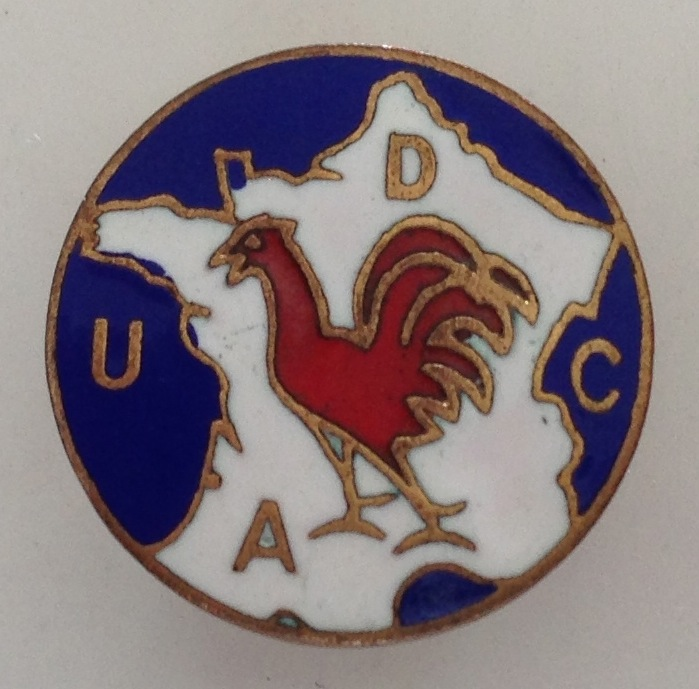
Abzeichen der UDCA

Der Poujadismus war eine populistische politische Strömung im Frankreich der 1950er Jahre und gilt als ein Phänomen kleinbürgerlichen Protestes. Namensgeber war Pierre Poujade, der 1955 die Union de défense des commerçants et artisans (UDCA, dt. „Union zur Verteidigung der Händler und Handwerker“) als Protestpartei gründete. Deren von 1956 bis 1958 bestehende Parlamentsfraktion nannte sich Union et fraternité française (UFF; dt. „Französische Union und Brüderlichkeit“).

## Ursprung und Ausrichtung
Unter der Führung des südfranzösischen Schreibwarenhändlers Poujade entstand zwischen 1953 und 1956 eine kleinbürgerliche Anti-Steuer-Protestbewegung von kleinen Geschäftsleuten, Händlern und einigen mittelständischen Unternehmern. Sie wandte sich auch gegen Erscheinungen der wirtschaftlichen Modernisierung sowie der damit einhergehenden Kapitalkonzentration, insbesondere die Verdrängung kleiner Läden durch Supermärkte. Auslöser war das komplizierte Steuersystem und die staatlichen Steuerprüfungen, durch die sich kleine Ladenbesitzer gegenüber großen Handelsketten benachteiligt fühlten. Die UDCA forderte hingegen eine Einheitssteuer.
Die UDCA vertrat auch die Belange der Algerienfranzosen zu Zeiten des Algerienkriegs, setzte sich für die Erhaltung des Wohlstands der Kleinbauern, Einzelhändler und Handwerker ein, die während des französischen Wirtschaftswunders unter den Konzentrationsbewegungen in der Wirtschaft gelitten hatten und stellte sich gegen die etablierten Parteien. Den Poujadismus kennzeichnete eine Feindseligkeit gegenüber „Politikern, Intellektuellen, Bürokraten, Eurokraten, Plutokraten, Technokraten“. Beispielhaft für den Anti-Intellektualismus und die Elitenfeindlichkeit steht das von Roland Barthes notierte Poujade-Zitat:

« La France est atteinte d’une surproduction de gens à diplômes, polytechniciens, économistes, philosophes et autres rêveurs qui ont perdu tout contact avec le monde réel, tout rapport avec le sens commun. »

„Frankreich ist betroffen von einer Überproduktion an Hochschulabsolventen, polytechniciens, Wirtschaftswissenschaftlern, Philosophen und anderen Träumern, die jeden Kontakt zur realen Welt, jede Beziehung zum gesunden Menschenverstand verloren haben“

Überhaupt definierte sich die Ausrichtung der UDCA viel stärker darüber, was sie ablehnte als was sie anstrebte. Dies spiegelt sich auch in ihrem Slogan sortez les sortants wider, der soviel bedeutet wie „raus mit den bisherigen [Abgeordneten oder Regierenden]“. Teilweise trug die Bewegung auch offen antisemitische Züge. 1954 hatte die UDCA 200.000 Mitglieder, obwohl die Partei keine Strategie entwickelte und ihre einzige politische Forderung in der Einberufung der Generalstände bestand.
Die Ideologie des Poujadismus unterschied sich jedoch deutlich von jener der traditionellen französischen Rechten. Poujade bekannte sich zu den Werten der französischen Revolution. Mit ihrem Eintreten für Laizismus, Zurückdrängung staatlicher Bevormundung, Abbau von Subventionen, Dezentralisierung und soziale Gerechtigkeit knüpfte die Bewegung eher an die linksliberale Parti radical an als an das katholische ultrakonservative Milieu oder die faschistischen Ligen der Zwischenkriegszeit. Wie für populistische Bewegungen typisch vereinte der Poujadismus janusgesichtig linke und rechte Elemente, wandte sich gleichzeitig gegen Monopolkapitalismus wie Kommunismus. Beide bedeuteten für die Poujadisten Unfreiheit, Kollektivismus, Anonymität. Demgegenüber betonte der Poujadismus Eigenverantwortung, eigene Erfahrungen, gewachsene Nahbeziehungen von Mensch zu Mensch. Die Kernklientel der Bewegung wie Handwerker und Ladenbesitzer wurde auch daran deutlich, dass die Beteiligung bei den Wahlen zu den Handelskammern (chambres des métiers) von 30 % 1952 auf 40 % 1956 stieg.

## Wahlerfolg und Absturz
Bei der Parlamentswahl 1956 erzielte die UDCA damit 2,4 Millionen Stimmen (11,6 %) und zog mit 52 Abgeordneten in das französische Parlament ein, wo sie die Fraktion Union et fraternité française bildeten. Auf ihrer Liste wurde auch der damals mit 27 Jahren jüngste Abgeordnete der Nationalversammlung gewählt: Jean-Marie Le Pen. Bald darauf kam es zum Richtungsstreit zwischen Le Pen, der die Jugendorganisation der UDCA führte, und Jean-Maurice Demarquet auf der einen Seite, die die Bewegung angesichts der Suezkrise und der sich verschlechternden Situation in Algerien in eine radikal-nationalistische und militante Richtung führen wollten, und dem moderateren Poujade auf der anderen Seite. Le Pen und Demarquet wurden im Mai 1957 aus der UDCA ausgeschlossen und gründeten anschließend die Front national des combattants.
Von Seiten der Linken wurden Poujade und seine Anhänger scharf angegriffen und nach einer Karikatur in einer britischen Zeitung als Poujadolf bezeichnet. Nach dem Algier-Putsch im Mai 1958, der Rückkehr von Charles de Gaulle an die Macht und dem Beginn der Fünften Republik sank die Partei zurück in die Bedeutungslosigkeit. Beim Referendum über die neue, von de Gaulle initiierte Verfassung stimmte Poujade mit Nein, die meisten übrigen UDCA-Mitglieder und -Funktionäre hingegen mit Ja. Ihre Wählerschaft ging größtenteils zur gaullistischen Union pour la Nouvelle République (UNR) über. Bei der Parlamentswahl im November 1958 kamen die Poujadisten nur noch auf 1,5 Prozent. Nur zwei der 1956 ins Parlament eingezogenen poujadistischen Abgeordneten wurden wiedergewählt; diese hatten beide die UDCA verlassen (einer davon war Le Pen). Die Mitgliedszahl der UDCA sank Ende 1958 auf 200.000, im Jahr darauf auf unter 100.000. Wenige Jahre war sie noch in Handelskammern und auf kommunaler Ebene aktiv. Seit 1962 ist die UDCA bzw. UFF in keinem Parlament mehr vertreten.

## Erbe
Jean-Marie Le Pen führte bestimmte Elemente der Ideologie und Rhetorik des Poujadismus mit der 1972 gegründeten Front National fort, auch wenn sich Poujade ausdrücklich von ihm distanzierte. Im politischen Sprachgebrauch Frankreichs wird poujadisme heutzutage im Allgemeinen als Gattungsbegriff für populistische oder demagogische Bewegungen verwendet.